# Pròcul Virgini Tricost Rútil
Pròcul Virgini Tricost Rútil (llatí: Proculus Verginius Tricostus Rutilus) va ser un magistrat romà. Formava part de la família Tricost, una branca de l'antiga gens Virgínia.
Va ser cònsol l'any 486 aC amb Espuri Cassi Viscel·lí i va combatre contra els volscs i els hèrnics, però com que aquests no van presentar batalla en camp obert va tornar a Roma després de devastar el seu territori. No obstant va obtenir els honors del triomf al seu retorn.
Es va oposar activament a la llei agrària presentada pel seu col·lega, que portava el nom de Cassia agraria.